# أوغوستو فيرنانديز
أوغوستو ماتياس فيرنانديز (بالإسبانية: Augusto Fernández) (مواليد 10 أبريل 1986 في بيريغامنيو - الأرجنتين) لاعب كرة قدم أرجنتيني سابق، لعب لنادي ريفر بليت ولعدة أندية أوروبية منها أتلتيكو مدريد وسيلتا فيغو وآخر من لعب له نادي قادش قبل أن يعلن اعتزاله نهائيًا في 2021.

## روابط خارجية
- أوغوستو فيرنانديز على موقع الاتحاد الدولي (مؤرشف)  (الإنجليزية)
- أوغوستو فيرنانديز على موقع إي إس بي إن إف سي (الإنجليزية)
- أوغوستو فيرنانديز على موقع قاعدة بيانات كرة القدم.إي يو (الإنجليزية)
- أوغوستو فيرنانديز على موقع ناشيونال فوتبول تيمز (الإنجليزية)
- أوغوستو فيرنانديز على موقع Soccerbase.com (لاعب) (الإنجليزية)
- أوغوستو فيرنانديز على موقع Soccerway.com (الإنجليزية)
- أوغوستو فيرنانديز على موقع عالم كرة القدم.نت (الإنجليزية)
- أوغوستو فيرنانديز على موقع كووورة
- أوغوستو فيرنانديز على موقع AS.com (الإسبانية)